# Henry Bibby
Charles Henry Bibby (Franklinton, 24 novembre 1949) è un ex cestista e allenatore di pallacanestro statunitense, professionista nella NBA.
È il padre di Mike Bibby.

## Carriera
È stato selezionato dai New York Knicks al quarto giro del Draft NBA 1972 (58ª scelta assoluta).

## Palmarès

### Giocatore
- 3 volte campione NCAA (1970, 1971, 1972)
- NCAA AP All-America Second Team (1972)
- Campionato NBA: 1

New York Knicks: 1973
- Campione CBA (1982)

### Allenatore
- Campione CBA (1989)
- USBL coach of the Year (1986)